# Ukonenov algoritam
- U informatici, Ukonenov algoritam radi u linearnom vremenu, mrežni algoritam za konstruisanje sufiksa drveta, predloženo od strane Esko Ukkonen-a, 1995.

Algoritam počinje sa implicitnim sufiksom stabla koje sadrži prvi karakter stringa.
- Onda korake kroz niz dodajući uzastopne znakove dok drvo ne završi. Ova naredba dodavanje karaktera daje Ukkonen algoritam svoju "mrežnu" imovine. Raniji algoritmi kretali su unazad od poslednjeg znaka ka prvom, tj. od najdužeg do najkraćeg sufiksa, ili od najkraćeg do najdužeg sufiksa. Naivna implementacija za generisanje sufiks drveta zahteva  ili čak  vreme, za konstantne veličine pisma, gde je n dužina niza.
- Korišćenjem više algoritamske tehnike, Ukonen-a svodimo na O(n) (linearno),vreme za konstantne velicine alfabeta, i O(n log n) uopšte.

## Spoljašnje veze
- Архивирано на веб-сајту  (3. март 2016)